# 御江戶 -O·EDO-
《御江戶 -O·EDO-》（日语：お江戸 -O·EDO-）為日本的搖滾樂團KABUKI-ROCKS的首張單曲。1990年5月21日由Apollon（2000年解散）發行。

## 解說
表題曲「御江戶 -O·EDO-」靈感來自澤田研二發行他的單曲《TOKIO》時使用江戶時代風重新作詞的翻唱歌曲。由糸井重里作詞，加瀨邦彥作曲。還有，KABUKI-ROCKS在他們出道以前曾經用這首歌曲上過深夜節目《イカ天》獻唱，並有獲得該節目頒發的獎項。後來，當時在節目現場的演唱也被製作成影片在雜誌《天 [完全] 完奏版 1989年10、11合併號》（BAND STOCK）收錄。
發行當時在Oricon公信榜創下第12名的最高紀錄。到目前為止累積銷售量達到20萬張。
2001年1月24日，由KABUKI-ROCKS主唱氏神一番翻唱的單曲《O・EDO ～TOKYO21～》發行。後來被日本職業足球聯賽隊伍·FC東京的後援會當作公認的加油歌曲。　

## 收錄歌曲
1. 御江戶-O・EDO-
  - 作詞：糸井重里，作曲：加瀨邦彥（日语：加瀬邦彦），編曲：堤博明（日语：堤博明）
2. SEPTEMBER LOVE
  - 作詞：龍真知子，作曲：土屋昌巳，編曲：佐藤宣彥、山口一久、SHAZNA

## 相關項目
- 御江戶（日语：大江戸#御江戸）
- 三宅裕司的酷炫樂隊天國
- 青春歌舞伎－2017年4月首播的電視動畫。播出時使用的是翻唱版，並當作片尾主題曲使用。